# Leiophron accincta
Leiophron accincta är en stekelart som beskrevs av Alexander Henry Haliday 1835. Leiophron accincta ingår i släktet Leiophron och familjen bracksteklar. Arten är reproducerande i Sverige. Utöver nominatformen finns också underarten L. a. intermedia.